# الطاقة المتجددة في ألمانيا
يطلق على اقتصاد ألمانيا «اقتصاد الطاقة المتجددة الرئيسي الأول في العالم». تعتمد الطاقة المتجددة في ألمانيا أساسًا على طاقة الرياح والطاقة الشمسية والكتلة الحيوية. كان لدى ألمانيا أكبر طاقة فوتوفولطية مركبة في العالم حتى عام 2014، واعتبارًا من عام 2016، أصبحت في المرتبة الثالثة بإنتاج 40 جيجاوات. كما أنها الدولة الثالثة في العالم من خلال طاقة الرياح المركبة عند 50 جيجا وات، والثانية للرياح البحرية مع أكثر من 4 جيجاوات.
تعتقد المستشارة أنجيلا ميركل إلى جانب الغالبية العظمى من مواطنيها «أن ألمانيا أول دولة صناعية كبيرة يمكنها تحقيق مثل هذا التحول نحو طاقات فعالة ومتجددة، مع كل الفرص التي تزيد الصادرات وتطوير تقنيات وفرص عمل جديدة». ارتفعت حصة الطاقة المتجددة من 3.4٪ فقط من إجمالي استهلاك الكهرباء في عام 1990 لتتجاوز 10٪ بحلول عام 2005، و20٪ بحلول عام 2011، و30٪ بحلول عام 2015، حيث بلغت 36.2٪ من الاستهلاك بحلول نهاية العام 2017. وكما هو الحال في معظم البلدان كان الانتقال إلى الطاقة المتجددة في قطاعي النقل والتدفئة والتبريد أبطأ بكثير.
يتم توزيع أكثر من 23000 من توربينات الرياح و1.4 مليون من الأنظمة الكهروضوئية الشمسية في جميع أنحاء البلاد. وفقًا للأرقام الرسمية تم توظيف حوالي 370,000 شخص في قطاع الطاقة المتجددة في عام 2010 لاسيما في الصناعات الصغيرة والشركات متوسطة الحجم. وهذه زيادة بنسبة 8٪ تقريبًا مقارنةً بعام 2009 (حوالي 339,500 وظيفة) وأكثر من ضعف عدد الوظائف في عام 2004 التي تقدر بحوالى 160.500 ألف وظيفة. وينسب حوالي ثلثي هذه الوظائف إلى قانون مصادر الطاقة المتجددة.
تعمل الحكومة الفيدرالية الألمانية على زيادة تسويق الطاقة المتجددة مع التركيز بشكل خاص على مزارع الرياح البحرية. يتمثل أحد التحديات الرئيسية في تطوير قدرات الشبكة لنقل الطاقة المتولدة في بحر الشمال إلى المستهلكين الصناعيين الكبار في الأجزاء الجنوبية من البلاد. يعد تحوّل الطاقة في ألمانيا تغييراً هاماً في سياسة الطاقة من عام 2011. يشمل المصطلح إعادة توجيه السياسة من الطلب إلى العرض والتحول من التوليد المركزي إلى التوزيع على سبيل المثال إنتاج الحرارة والطاقة في وحدات التوليد المزدوج الصغيرة جدًا والتي ينبغي أن تحل محل الإنتاج المفرط والقدرة على استهلاك الطاقة التي يمكن تجنبها مع تدابير توفير الطاقة وزيادة الكفاءة.

## الأهداف
منذ اعتماد التوجيه الخاص بإنتاج الكهرباء من مصادر الطاقة المتجددة في عام 1997 كانت ألمانيا والدول الأخرى في الاتحاد الأوروبي تعمل نحو تحقيق هدف 12٪ من الطاقة المتجددة بحلول عام 2010. وقد تجاوزت ألمانيا هذا الهدف في أوائل عام 2007، عندما بلغت حصة الطاقة المتجددة في استهلاك الكهرباء في ألمانيا بلغت 14 ٪. في سبتمبر 2010 أعلنت الحكومة الألمانية أهدافا طموحة للطاقة: بعد انتخابات عام 2013 واصلت الحكومة الائتلافية الجديدة التحول في مجال الطاقة مع تعديلات طفيفة فقط من أهدافها في اتفاق الائتلاف. وتشمل هذه الأهداف للطاقة المتجددة:
| المستهدف                                 | 2015  | 2020 | 2030 | 2040 | 2050 |
| ---------------------------------------- | ----- | ---- | ---- | ---- | ---- |
| حصة الاستهلاك النهائي من الطاقة النهائية | 14.9% | 18%  | 30%  | 45%  | 60%  |
| حصة من إجمالي استهلاك الكهرباء           | 31.6% | ≥35% | ≥50% | ≥65% | ≥80% |
| حصة استهلاك الحرارة                      | 13.2% | 14%  | N/A  | N/A  | N/A  |
| حصة قطاع النقل                           | 5.2%  | 10%  | N/A  | N/A  | N/A  |

ذكرت الحكومة الألمانية في عام 2011 أن الطاقة المتجددة تنتج بشكل رئيسي من توربينات الرياح ومحطات الكتلة الحيوية وقد ولدت أكثر من 123 تيراواط من الكهرباءمما يوفر ما يقرب من 20 ٪ من 603 تيراواط من الكهرباء الموردة. بحلول عام 2012 مثلت جميع الطاقة المتجددة 21.9 ٪ من الكهرباء من توربينات الرياح والطاقة الشمسية توفير 11.9 ٪ من المجموع.
اعتبارا من عام 2017 تمثل مصادر الطاقة المتجددة 38 ٪ من صافي إنتاج الكهرباء. وبالمقارنة مع نفس الفترة من عام 2016 ارتفع إنتاج الطاقة من مصادر الطاقة المتجددة من 182 تيراواط في الساعة إلى 210 تيراواط ساعة. كانت السنة الأولى هي الطاقة الشمسية وطاقة الرياح هي أكبر مصدر للطاقة. انخفض إنتاج الطاقة من محطاتالطاقة النووية بنسبة 10 ٪، وذلك بسبب الصيانة. انخفض استخدام الفحم الحجري بنسبة 16 ٪ في حين بقي إنتاج الكهرباء من الفحم على نفس مستوى وزاد إنتاج الكهرباء من الغاز بمقدار 2.6 تيرا/واط في الساعة.
تعرضت المنشآت القابلة للتجديد للدراسة والمراجعة. وقد أظهر التقرير الذي تم إجراؤه في عام 2017 أنه في حين كانت الانبعاثات في عام 2016 أقل بنسبة 28 في المائة مقارنة بعام 1990، فمن المرجح أن تكون البلاد أقل من هدف عام 2020 المتمثل في تخفيض بنسبة 40 في المائة عن مستويات الانبعاثات لعام 1990. لن يتم تحقيق هدف خفض الـ 40٪ لعام 2020 ما لم يتم بذل جهود إضافية «مذهلة». أحد الأسباب المهمة وراء فقدان ألمانيا لهدفها لعام 2020 هو أن صادرات البلاد من الكهرباء شهدت نمواً قوياً في السنوات الأخيرة لتتجاوز فرنسا باعتبارها أكبر مصدر للطاقة الكهربائية في أوروبا. وحسبت دراسة حديثة أن ألمانيا تصدر ما يعادل الإنتاج السنوي من 7 جيجاوات من الفحم حيث تنتج 59 مليون طن من انبعاثات ثاني أكسيد الكربون خلال عملية الإنتاج وهو رقم يمثل نصف ما يقرب من النقص في انبعاثات ثاني أكسيد الكربون التي تحتاجها لتحقيق أهدافها لعام 2020. وقد ثبت أن إعادة تركيب طاقة الحمولة القاعدية من الوقود الأحفوري أكثر صعوبة بعد إغلاق محطاتالطاقة النووية على الرغم من أن نسبة الكهرباءالمولدة من الفحم للاستخدام المنزلي قد انخفضت على أساس سنوي.

## استهلاك الطاقة الأولية
اعتبارًا من عام 2015 يشير استهلاك الطاقة الأولية في ألمانيا إلى 13.2018 وحدة بيتاجول أو 3.672 تيراواط ساعة إلى إجمالي الطاقة المستخدمة من قبل الدولة. الاستهلاك النهائي للطاقة المتجددة مقسم حسب القطاعات وحصتها النسبية هي:
قطاع الكهرباء يساهم في استهلاك الطاقة المتجددة بنسبة 31.5٪ (187.364 جيجاواط / ساعة)
قطاع التدفئة يساهم في استهلاك الطاقة المتجددة بنسبة 13.3 ٪ (158.662 جيجاواط / ساعة)
قطاع النقل يساهم في استهلاك الطاقة المتجددة بنسبة 5.3 ٪ (33.611 جيجا واط / ساعة)
في نهاية عام 2015 كانت مصادر الطاقة المتجددة مثل الكتلة الحيوية والغاز الحيوي والوقود الحيوي والطاقة الكهرومائية وطاقة الرياح والطاقة الشمسية تمثل 12.4 ٪ من استهلاك الطاقة الأولية في البلاد، أي أكثر من الضعف مقارنة بعام 2004 عندما ساهمت مصادر الطاقة المتجددة بنسبة 4.5 ٪ فقط.
على الرغم من أن مصطلحي «الطاقة» و «الكهرباء» غالباً ما يتم استخدامهما بشكل متبادل إلا أنه لا ينبغي الخلط بينهما لأن الكهرباءليست سوى شكل واحد من الطاقة ولا تمثل الطاقة المستهلكة في محركات الاحتراق والغلايات الحرارية المستخدمة في النقل بالمركبات ولتدفئة المباني.

## المصادر

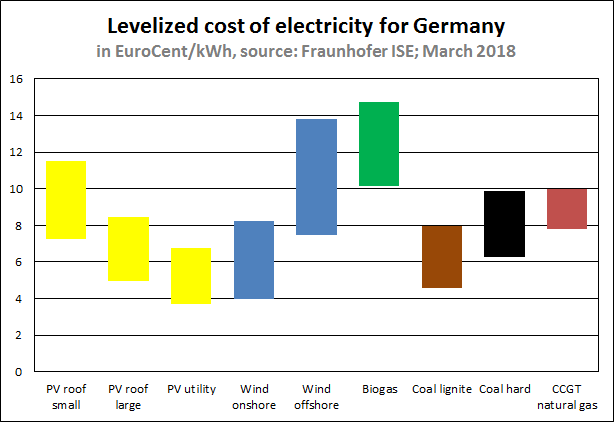
التكلفة المستوية للكهرباء في 2018.

### طاقة الرياح
في عام 2013 أنتجت طاقة الرياح 53.4 تيراواط ساعة من الكهرباء وتمت إضافة أكثر من 3.2 جيجاوات من الطاقة الجديدة إلى الشبكة. في عام 2011 وصلت الطاقة المركبة في البلاد من طاقة الرياح إلى 29.075 ميجاوات حوالي 8 ٪ من الطاقة الإجمالية. في عام الرياح العادي فإن طاقة الرياحالمركبة في ألمانيا سوف تلبي 10.6 ٪ في نهاية عام 2011 و 9.3 ٪ في نهاية عام 2010 من احتياجات الكهرباءالألمانية.
توجد أكثر من 21.607 توربينة رياح في المنطقة الفيدرالية الألمانية وتخطط البلاد لبناء المزيد. اعتبارا من عام 2011 تعمل الحكومة الفيدرالية الألمانية على خطة جديدة لزيادة تسويق الطاقة المتجددة مع التركيز بشكل خاص على مزارع الرياح البحرية. يتمثل أحد التحديات الرئيسية في تطوير قدرات الشبكة الكافية لنقل الطاقة المتولدة في بحر الشمال إلى المستهلكين الصناعيين الكبار في جنوب ألمانيا. في عام 2016 قررت ألمانيا استبدال تعريفات التغذية بالمزاد العلني من عام 2017.

### الكتلة الحيوية
من المفترض أن يكون المزوِّد الرئيسي لإمدادات الكتلة الحيوية في ألمانيا هو الزراعة. علاوة على ذلك يتم استخدام 40٪ من إنتاج الخشب الألماني أيضًا كمواد خام للكتلة الحيوية. يزعم مركز الأبحاث الاتحادي الألماني للغابات أن هناك احتياطيات قد تساعد في توسيع جزء الغابات في إنتاج الكتلة الحيوية. الزراعة هي المصدر الرئيسي لزيت بذور اللفت والذي يستخدم لإنتاج وقود الديزل الحيوي وعمل ركائز لإنتاج الغاز الحيوي.
تعد الكتلة الحيوية المستخدمة لإنتاج الغاز الحيوي والوقود الحيوي من أهم مصادر الطاقة المتجددة في ألمانيا. في عام 2010 شكلت الكتلة الحيوية 30 ٪ من توليد الكهرباءالمتجددة و 70 ٪ من جميع الطاقة المتجددة (معظمها من الخشب). .
تعهدت ألمانيا بخلط الوقود الحيوي بنسبة 6.25 ٪ مع النفط بحلول عام 2014 في قانون حصص الوقود الحيوي.

### الطاقة الشمسيةالكهروضوئية
تنتج تكنولوجيا الطاقة الشمسية الكهروضوئية الكهرباء من ضوء الشمس ويمكن استخدامها في تطبيقات متصلة بالشبكة وخارج الشبكة. تم إنتاجها لأول مرة في عام 2000، عندما نجح علماء البيئة الألمان والأوروسولار في الحصول على الدعم الحكومي لبرنامج أسطح المنازل والمنشأت البالغ عددها 100000. في يوليو 2012 تم تركيب إجمالي الطاقة الشمسية الكهروضوئية المركبة التي تم تركيبها بـ 29.7 جيجاوات. الطاقة الشمسية الكهروضوئية قدمت 18 تيرا/وات /ساعة في عام 2011 بلغ إجمالي الطلب على الكهرباء3 ٪. مع ارتفاع منشآت الطاقة الشمسية بسرعة في النصف الأول من عام 2012 تم تغطية حوالي 5.3 ٪ من إجمالي الطلب على الكهرباء بواسطة الطاقة الشمسية. في يوم السبت 25 مايو 2012 كسرت الطاقة الشمسية ارتفاعًا قياسيًا جديدًا بتغذية 22 جيجاواط في شبكة الطاقة أو ما يصل إلى 20 محطة للطاقة النووية. كانت هذه القفزة فوق مستوى 20 جيجاوات بسبب زيادة القدرة والظروف المناخية الممتازة في جميع أنحاء البلاد والتي شكلت نصف الطلب على الكهرباء في البلاد في منتصف النهار. كانت ألمانيا أيضا أكبر سوق توسعي للطاقة الشمسية الكهروضوئية في 2012 مع 7.6 جيجاواط من الأنظمة المتصلة حديثًا. يتوقع بعض المحللين في السوق أن تصل حصة الطاقة الشمسية إلى 25٪ بحلول عام 2050. انخفض سعر الأنظمة الكهروضوئية أكثر من 50 ٪ في 5 سنوات منذ عام 2006.

### الطاقة الكهرومائية
بلغ إجمالي الطاقة الكهرومائية المركبة في ألمانيا في نهاية عام 2006 تقريبا 4.7 جيجا/اوات. تلبي الطاقة الكهرمائية 3.5٪ من الطلب على الكهرباء. وتظهر أحدث التقديرات أنه في عام 2007 في ألمانيا كان هناك حوالي 9400 شخص يعملون في قطاع الطاقة الكهرومائية حيث بلغ إجمالي المبيعات 1.23 مليار يورو.

### الطاقة الحرارية الأرضية
من المتوقع أن تنمو الطاقة الحرارية الأرضية في ألمانيا ويرجع ذلك أساسًا إلى قانون يفيد إنتاج الطاقة الحرارية الأرضية ويضمن تعريفة التغذية. ولكن بعد تطبيق قانون الطاقة المتجددة الذي أدخل خطة تعريفة بقيمة 0.15 يورو (0.23 دولار أمريكي) لكل كيلوواط ساعة للكهرباء المنتجة من مصادر الطاقة الحرارية الأرضية في ذلك العام، اندلعت طفرة إنشائية وبدأت محطات الطاقة الجديدة والصغيرة نسبيا تباع عبر الإنترنت.

## الصناعة
يعتبر قطاع الطاقة المتجددة في ألمانيا من بين أكثر القطاعات إبداعًا ونجاحًا على مستوى العالم. حيثهناك شركات مثل اتريكون ونوردكس وسيمنز وغيرها الكثير من الشركات الألمانية التي تعمل بطاقة الرياح في ألمانيا. وسولار وورلد وكيو سيلز وكونيرجى شركات تعمل بالطاقة الشمسية ومقرها في ألمانيا. هذه الشركات تهيمن على السوق العالمية. كل الألواح الشمسية وكل دوارة رياح في ألمانيا هي صناعة ألمانية والتوربينات والمولدات الألمانية تستخدم في توليد الطاقة الكهرومائية هي من بين الأكثر شعبية في العالم.
يعمل ما يقرب من 800000 شخص في قطاع تكنولوجيا البيئة الألماني بما يقدر بنحو 214.000 شخص يعملون مع مصادر الطاقة المتجددة في ألمانيا، بزيادة من 157.000 في عام 2004 بزيادة قدرها 36 ٪. كانت الوظائف الألمانية المقدرة في الطاقة المتجددة في 2012-2013 حوالي 370.000ألف وظيفة.
يعتقد الرئيس التنفيذي لشركة سيمنزبيتر لوشير أن هدف ألمانيا المتمثل في توليد 35٪ من طاقتها الكهربائية من مصادر الطاقة المتجددة بحلول عام 2020 أمر قابل للتحقيق ـ وربما على الأرجح ـ مربح لأكبر شركة هندسية في أوروبا. فمحفظة «الحلول البيئية» التي تركز بشدة على مصادر الطاقة المتجددة تولد بالفعل أكثر من 27 مليار يورو سنوياً، و 35 في المائة من إجمالي إيرادات سيمنز وتهدف الخطة إلى زيادة ذلك إلى 40 مليار يورو بحلول عام 2015. إن إنهاء مشاركت ألمانيا في الصناعة النووية سيعزز مصداقية شركة سيمنز كمزود لـ «التكنولوجيا الخضراء».
المنافسون الرئيسيون لألمانيا في مجال الطاقة الشمسية هم اليابان والولايات المتحدة والصين. وفي صناعة الرياح الدنمارك وإسبانيا والولايات المتحدة.

## سياسة الحكومة
استفاد قطاع الطاقة المتجددة عندما انضم حزب الخضر إلى الحكومة الفدرالية بين عامي 1998 و 2005. واستمر دعم الطاقة المتجددة في جميع الحكومات التالية، بغض النظر عن تكوينها بما في ذلك حكومة الائتلاف الحالية ابتداءً من عام 2013 . ساعد قطاع الطاقة المتجددة بشكل خاص في قانون مصادر الطاقة المتجددة الذي يروج للطاقة المتجددة بشكل رئيسي من خلال فرض التعريفات الجمركية على العلف ومؤخرا أيضا على أقساط السوق التي يتعين على مشغلي الشبكات دفعها مقابل الطاقة المتجددة التي تغذي شبكة الطاقة الكهربائية. يمكن للأشخاص الذين ينتجون الطاقة المتجددة بيع «منتجاتهم» بأسعار ثابتة لمدة 20 أو 15 سنة. هذا خلق طفرة في إنتاج الطاقة المتجددة. في عام 2012 قدرت شركة سيمنز أن التكلفة الإجمالية للطاقة المتجددة ستصل إلى 1.4 تريليون يورو (1.8 تريليون دولار) على الأقل بحلول عام 2030.
في الفترة ما بين 2011-2014، خصصت الحكومة الفيدرالية 3.5 مليار يورو للبحث العلمي في البلاد. بالإضافة إلى ذلك في عام 2001 صدر قانون يتطلب إغلاق جميع محطاتالطاقة النووية في غضون فترة 32 عاما. تم تمديد فترة الإغلاق إلى عام 2040 من قبل حكومة جديدة في عام 2010. بعد حادث فوكوشيما تم إلغاء القانون وتعيين نهاية الطاقة النووية إلى عام 2022. بعد الانتخابات الفيدرالية في عام 2013.
تم وضع سياسة الطاقة الألمانية ضمن إطار الاتحاد الأوروبي، ووافق المجلس الأوروبي في مارس 2007 في بروكسل على خطة طاقة إلزامية تتطلب تخفيض 20٪ من انبعاثات ثاني أكسيد الكربون قبل عام 2020 واستهلاك الطاقة المتجددة بنسبة 20٪ من الإجمالي استهلاك الاتحاد الأوروبي (مقارنة بـ 7٪ في عام 2006). وأقر الاتفاق بشكل غير مباشر بأهمية الطاقة النووية التي لا تعتبر عادة قابلة للتجديد ولكن خالية من الانبعاثات في الحد من انبعاث الغازات الدفيئة مما يسمح لكل دولة عضو أن تقرر ما إذا كانت ستستخدم الكهرباء المولدة نوويًا أم لا.
تم التوصل أيضا إلى حل وسط لتحقيق الحد الأدنى من الحصص من الوقود الحيوي بنسبة 10 ٪ في الاستهلاك الكلي للبنزين والديزل في النقل في عام 2020.

## الانتقال الطاقي
يحدد الانتقال الطاقي تغييراً هاماً في سياسة الطاقة: يشمل المصطلح إعادة توجيه السياسة من الطلب إلى العرض والتحول من التوليد المركزي إلى التوزع (على سبيل المثال إنتاج الحرارة والطاقة في وحدات التوليد المزدوجة الصغيرة جدًا)، يجب أن تحل محل الإنتاج المفرط والاستهلاك المريح للطاقة مع تدابير توفير الطاقة وزيادة الكفاءة.
نشرت الحكومة الألمانية وثيقة السياسة الرئيسية التي حددت الانتقال الطاقي في سبتمبر 2010 أي قبل ستة أشهر من حادث فوكوشيما النووي. بالإضافة إلى ذلك سيكون هناك المزيد من البحث والتطوير. تم تمرير الدعم التشريعي في سبتمبر 2010. وتشمل الجوانب الهامة ما يلي:.
| المستهدف                                             | 2015   | 2020 | 2030 | 2040 | 2050         |
| ---------------------------------------------------- | ------ | ---- | ---- | ---- | ------------ |
| انبعاثات غازات الاحتباس الحراري (سنة الأساس 1990)    | −27.2% | −40% | −55% | −70% | −80% to −95% |
| الطاقة المتجددة من الاستهلاك النهائي للطاقة النهائية | 14.9%  | 18%  | 30%  | 45%  | 60%          |
| الطاقة المتجددة من إجمالي استهلاك الكهرباء           | 31.6%  | ≥35% | ≥50% | ≥65% | ≥80%         |
| استهلاك الطاقة الأولية (سنة الأساس 2008)             | −7.6%  | −20% | up   | to   | −50%         |
| إجمالي استهلاك الكهرباء(سنة الأساس 2008)             | −4.0%  | −10% | up   | to   | −25%         |
| * الرقم المؤقت لعام 2015                             |        |      |      |      |              |

تبنت الحكومة الفيدرالية الألمانية هذه السياسة وأسفرت عن توسع كبير في مصادر الطاقة المتجددة، وخاصة طاقة الرياح. زادت حصة ألمانيا من الطاقة المتجددة من حوالي 5 ٪ في عام 1999 إلى 22.9 ٪ في عام 2012. [57] وقد تم ضمان المنتجين لمدة تصل إلى 20 عامًا لضمان الحصول على دخل ثابت. تم إنشاء التعاونيات في مجال الطاقة، وبُذلت الجهود لإضفاء اللامركزية على السيطرة والأرباح. شركات الطاقة الكبيرة لديها حصة صغيرة بشكل غير متناسب من سوق الطاقة المتجددة. وأغلقت محطاتالطاقة النووية، وستغلق المصانع التسع الحالية قبل الموعد المقرر، في عام 2022.
في مايو 2013، أشادت وكالة الطاقة الدولية بألمانيا لالتزامها بتطوير إستراتيجية شاملة لنقل الطاقة، وأهداف طموحة للطاقة المتجددة، وخطط لزيادة كفاءة استخدام الطاقة ودعم هذا النهج. ومع ذلك، فإن نطاق طموحات سياسة الطاقة في ألمانيا إلى جانب الحجم الكبير وكثافة الطاقة في اقتصادها، وموقعها المركزي في نظام الطاقة في أوروبا، يعني ضرورة وضع المزيد من إجراءات السياسة إذا كان الانتقال الطموح للطاقة في البلاد هو الحفاظ على توازن عملي بين الاستدامة والقدرة على تحمل التكاليف والقدرة التنافسية.
أدت الإعانات التي تهدف إلى تحفيز نمو مصادر الطاقة المتجددة إلى رفع أسعار الطاقة الاستهلاكية بنسبة 12.5٪ في عام 2013.حتى الآن استوعب المستهلكون الألمان تكاليف التحول إلى الطاقة المتجددة، لكن وكالة الطاقة الدولية تقول إن الجدل حول التأثيرات الاجتماعية والاقتصادية للنهج الجديد أصبح أكثر وضوحًا مع استمرار نمو حصة الطاقة المتجددة مع ارتفاع أسعار الكهرباء. يتطلب الانتقال إلى قطاع طاقة منخفض الكربون قبولاً عامًا وبالتالي، يجب أن تظل أسعار الكهرباء بالتجزئة في مستوى ميسور التكلفة. في الوقت الحاضر تعتبر أسعار الكهرباء الألمانية من بين أعلى المعدلات في أوروبا على الرغم من انخفاض أسعار الجملة نسبيا. في نفس الوقت قالت وكالة الطاقة الدولية إن سياسة الطاقة الجديدة تقوم على قرارات الاستثمار طويلة الأجل وهناك إجماع قوي في السياسات في ألمانيا لصالح تسويق الطاقة المتجددة على نطاق واسع.
يخضع برنامج لعدد الانتقال الطاقي من دراسات الكمبيوتر. يركز معظمها على توليد الكهرباء واستهلاكها حيث يمر هذا القطاع بمرحلة انتقال سريعة من حيث التقنيات والمؤسسات

## ملكية
في ألمانيا كان ما يقرب من نصف طاقة الطاقة المتجددة مملوكًا للمواطنين اعتبارًا من عام 2013 وكان حوالي 20 مليون ألماني يعيشون في ما يُطلق عليه مناطق الطاقة المتجددة بنسبة 100٪.

## الإحصاءات

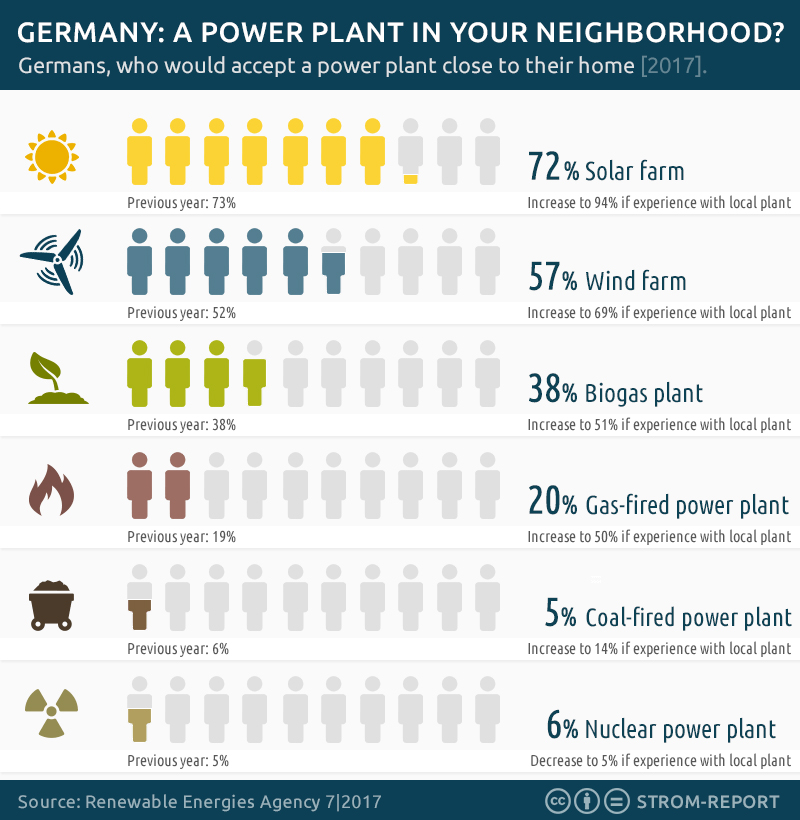
مسح للرأي العام الألمانى حول المواطنين الذين سيقبلون محطة كهرباء قريبة من منزلهم.

تظهر الزيادات في قدرة توليد الطاقة الكهربائية المتجددة وتوليدها في السنوات الأخيرة في المخططات والجدول أدناه:
| السنة | المركبة سعة (ميجا/وات) | توليد الكهرباء الإجمالي من قبل مصادر قابلة للتجديد منذ عام 1990م (جيجا/واط/ ساعة) | توليد الكهرباء الإجمالي من قبل مصادر قابلة للتجديد منذ عام 1990م (جيجا/واط/ ساعة) | توليد الكهرباء الإجمالي من قبل مصادر قابلة للتجديد منذ عام 1990م (جيجا/واط/ ساعة) | توليد الكهرباء الإجمالي من قبل مصادر قابلة للتجديد منذ عام 1990م (جيجا/واط/ ساعة) | توليد الكهرباء الإجمالي من قبل مصادر قابلة للتجديد منذ عام 1990م (جيجا/واط/ ساعة) | توليد الكهرباء الإجمالي من قبل مصادر قابلة للتجديد منذ عام 1990م (جيجا/واط/ ساعة) | توليد الكهرباء الإجمالي من قبل مصادر قابلة للتجديد منذ عام 1990م (جيجا/واط/ ساعة) | توليد الكهرباء الإجمالي من قبل مصادر قابلة للتجديد منذ عام 1990م (جيجا/واط/ ساعة) | نسبة الطاقة المتجددة من إجمالي استهلاك الكهرباء [٪] |
| السنة | المركبة سعة (ميجا/وات) | الكهرومائية                                                                       | الرياح                                                                            | الرياح                                                                            | الكتلة الحيوية                                                                    | حرق النفايات الحيوية.                                                             | وحدات الطاقة الشمسية                                                              | الطاقة الحرارية الأرضية                                                           | الطاقة الكلية المولدة                                                             | نسبة الطاقة المتجددة من إجمالي استهلاك الكهرباء [٪] |
| السنة | المركبة سعة (ميجا/وات) | الكهرومائية                                                                       | الشواطئ                                                                           | البحرية                                                                           | الكتلة الحيوية                                                                    | حرق النفايات الحيوية.                                                             | وحدات الطاقة الشمسية                                                              | الطاقة الحرارية الأرضية                                                           | الطاقة الكلية المولدة                                                             | نسبة الطاقة المتجددة من إجمالي استهلاك الكهرباء [٪] |
| --- | ---------------------- | --------------------------------------------------------------------------------- | --------------------------------------------------------------------------------- | --------------------------------------------------------------------------------- | --------------------------------------------------------------------------------- | --------------------------------------------------------------------------------- | --------------------------------------------------------------------------------- | --------------------------------------------------------------------------------- | --------------------------------------------------------------------------------- | --------------------------------------------------- |
| 1990 | 4,718                  | 17,426                                                                            | 72                                                                                | –                                                                                 | 222                                                                               | 1,213                                                                             | 1                                                                                 | –                                                                                 | 18,934                                                                            | 3.4                                                 |
| 1991 | 4,826                  | 14,891                                                                            | 102                                                                               | –                                                                                 | 260                                                                               | 1,211                                                                             | 1                                                                                 | –                                                                                 | 16,465                                                                            | 3.1                                                 |
| 1992 | 4,918                  | 17,397                                                                            | 281                                                                               | –                                                                                 | 296                                                                               | 1,262                                                                             | 4                                                                                 | –                                                                                 | 19,240                                                                            | 3.6                                                 |
| 1993 | 5,190                  | 17,878                                                                            | 612                                                                               | –                                                                                 | 432                                                                               | 1,203                                                                             | 3                                                                                 | –                                                                                 | 20,128                                                                            | 3.8                                                 |
| 1994 | 5,548                  | 19,930                                                                            | 927                                                                               | –                                                                                 | 569                                                                               | 1,306                                                                             | 7                                                                                 | –                                                                                 | 22,739                                                                            | 4.3                                                 |
| 1995 | 6,223                  | 21,780                                                                            | 1,530                                                                             | –                                                                                 | 662                                                                               | 1,348                                                                             | 7                                                                                 | –                                                                                 | 25,327                                                                            | 4.7                                                 |
| 1996 | 6,694                  | 21,957                                                                            | 2,073                                                                             | –                                                                                 | 755                                                                               | 1,343                                                                             | 12                                                                                | –                                                                                 | 26,140                                                                            | 4.7                                                 |
| 1997 | 7,255                  | 17,357                                                                            | 3,025                                                                             | –                                                                                 | 876                                                                               | 1,397                                                                             | 18                                                                                | –                                                                                 | 22,673                                                                            | 4.1                                                 |
| 1998 | 8,301                  | 17,216                                                                            | 4,579                                                                             | –                                                                                 | 1,638                                                                             | 1,618                                                                             | 35                                                                                | –                                                                                 | 25,086                                                                            | 4.5                                                 |
| 1999 | 10,155                 | 19,647                                                                            | 5,639                                                                             | –                                                                                 | 1,845                                                                             | 1,740                                                                             | 30                                                                                | –                                                                                 | 28,091                                                                            | 5.2                                                 |
| 2000 | 12,330                 | 21,732                                                                            | 9,703                                                                             | –                                                                                 | 2,887                                                                             | 1,844                                                                             | 60                                                                                | –                                                                                 | 36,226                                                                            | 6.3                                                 |
| 2001 | 15,157                 | 22,733                                                                            | 10,719                                                                            | –                                                                                 | 3,355                                                                             | 1,859                                                                             | 76                                                                                | –                                                                                 | 38,742                                                                            | 6.6                                                 |
| 2002 | 18,824                 | 23,124                                                                            | 16,102                                                                            | –                                                                                 | 4,099                                                                             | 1,949                                                                             | 162                                                                               | –                                                                                 | 45,436                                                                            | 7.7                                                 |
| 2003 | 22,099                 | 17,722                                                                            | 19,087                                                                            | –                                                                                 | 6,603                                                                             | 2,238                                                                             | 313                                                                               | –                                                                                 | 45,963                                                                            | 7.6                                                 |
| 2004 | 25,340                 | 20,095                                                                            | 26,019                                                                            | –                                                                                 | 8,218                                                                             | 2,253                                                                             | 557                                                                               | 0.2                                                                               | 57,142                                                                            | 9.3                                                 |
| 2005 | 29,040                 | 19,638                                                                            | 27,774                                                                            | –                                                                                 | 11,102                                                                            | 3,252                                                                             | 1,282                                                                             | 0.2                                                                               | 63,048                                                                            | 10.2                                                |
| 2006 | 32,849                 | 20,008                                                                            | 31,324                                                                            | –                                                                                 | 14,793                                                                            | 3,907                                                                             | 2,220                                                                             | 0.4                                                                               | 72,252                                                                            | 11.6                                                |
| 2007 | 36,046                 | 21,170                                                                            | 40,507                                                                            | –                                                                                 | 19,832                                                                            | 4,531                                                                             | 3,075                                                                             | 0.4                                                                               | 89,115                                                                            | 14.3                                                |
| 2008 | 39,113                 | 20,443                                                                            | 41,385                                                                            | –                                                                                 | 23,121                                                                            | 4,671                                                                             | 4,420                                                                             | 18                                                                                | 94,058                                                                            | 15.1                                                |
| 2009 | 47,958                 | 19,031                                                                            | 39,382                                                                            | 38                                                                                | 26,334                                                                            | 4,323                                                                             | 6,583                                                                             | 19                                                                                | 95,710                                                                            | 16.4                                                |
| 2010 | 57,313                 | 20,953                                                                            | 38,371                                                                            | 176                                                                               | 29,179                                                                            | 4,746                                                                             | 11,729                                                                            | 28                                                                                | 105,182                                                                           | 17.0                                                |
| 2011 | 68,171                 | 17,671                                                                            | 49,280                                                                            | 577                                                                               | 32,136                                                                            | 4,755                                                                             | 19,599                                                                            | 19                                                                                | 124,037                                                                           | 20.3                                                |
| 2012 | 78,864                 | 22,091                                                                            | 50,948                                                                            | 732                                                                               | 38,266                                                                            | 4,951                                                                             | 26,380                                                                            | 25                                                                                | 143,393                                                                           | 23.5                                                |
| 2013 | 84,703                 | 22,998                                                                            | 51,815                                                                            | 918                                                                               | 40,113                                                                            | 5,415                                                                             | 31,010                                                                            | 80                                                                                | 152,353                                                                           | 25.1                                                |
| 2014 | 91,275                 | 19,587                                                                            | 57,026                                                                            | 1,471                                                                             | 42,232                                                                            | 6,069                                                                             | 36,056                                                                            | 98                                                                                | 162,539                                                                           | 27.4                                                |
| 2015 | 98,818                 | 18,977                                                                            | 72,340                                                                            | 8,284                                                                             | 44,573                                                                            | 5,768                                                                             | 38,726                                                                            | 133                                                                               | 188,801                                                                           | 31.5                                                |
| 2016 | 105,568                | 20,546                                                                            | 67,650                                                                            | 12,274                                                                            | 44,996                                                                            | 5,930                                                                             | 38,098                                                                            | 175                                                                               | 189,669                                                                           | 31.6                                                |
| 2017 | 113,911                | 19,800                                                                            | 88,667                                                                            | 17,947                                                                            | 45,486                                                                            | 5,907                                                                             | 39,895                                                                            | 155                                                                               | 217,587                                                                           | 36.2                                                |
| المصدر: وزارة الشؤون الاقتصادية والطاقة الاتحادية Version: last published PDF data sheet as per February 2018 ملاحظة: يحتوي عمود "الكتلة الحيوية" على جميع الطاقة المولدة من الكتلة الحيوية والوقود الحيوي والغاز الحيوي، باستثناء التوليد من ترميد النفايات الحيوية |                        |                                                                                   |                                                                                   |                                                                                   |                                                                                   |                                                                                   |                                                                                   |                                                                                   |                                                                                   |                                                     |

## الرأي العام
وفقا لمسح عام 2017 أجري لصالح وكالة الطاقة المتجددة الألمانية من 1016 من المستجيبين 95 ٪ أيدوا زيادة الطاقة المتجددة. وافق نحو ثلثي الأشخاص الذين أجريت معهم المقابلات على محطات للطاقة المتجددة بالقرب من منازلهم، مع زيادة الدعم بشكل أكبر إذا كانت لدى المستجيبين بالفعل خبرة في مثل هذه المصانع في المناطق المجاورة لهم. مع مزارع الطاقة الشمسية زادت من 72 إلى 94 ٪ من طاقة الرياح من 57 إلى 69 ٪ ومن الوقود الحيوي من 39 إلى 56 ٪.

## الوصلات الخارجية
- European Commission National Renewable Energy Action Plans
- European Commission renewable energy Progress Reports
- European Commission National Energy Efficiency Energy Action Plans
- 2011 Renewable Energy Sources in Figures from the Federal Ministry for the Environment, Nature Conservation and Nuclear Safety - Renewable Energy
- For German Homeowners, Renewable Energy is No Longer a Choice
- Climate, Energy, and Environment Overview from the German Department of State
- Official site about renewable Energy in the Emscher-Lippe-Region